# Lliga neerlandesa de futbol 1906-07
La Lliga neerlandesa de futbol 1906–1907 va ser disputada per disset equips que participaven en dues divisions. El campió nacional seria determinat per un play-off amb els guanyadors de la divisió de futbol oriental i occidental dels Països Baixos. L'HVV Den Haag va guanyar el campionat en vèncer el PW per 5-3 i 4-1.

## Nou equip
Eerste Klasse Est:
- L'AFC Quick 1890 va tornar després de dues temporades d'absència

## Divisions

### Eerste Klasse Est
| Pos | Equip           | PJ | PG | PE | PP | GF | GC | Pts | DG  | Notes                              |
| --- | --------------- | -- | -- | -- | -- | -- | -- | --- | --- | ---------------------------------- |
| 1   | EFC PW 1885     | 12 | 10 | 1  | 1  | 54 | 13 | 21  | +41 | Classificat al play-off pel títol. |
| 2   | GVC Wageningen  | 12 | 7  | 1  | 4  | 45 | 27 | 15  | +18 |                                    |
| 3   | Koninklijke UD  | 12 | 6  | 1  | 5  | 45 | 37 | 13  | +8  |                                    |
| 4   | Quick Nijmegen  | 12 | 6  | 1  | 5  | 29 | 29 | 13  | 0   |                                    |
| 5   | AFC Quick 1890  | 12 | 5  | 1  | 6  | 26 | 38 | 11  | -12 |                                    |
| 6   | SBV Vitesse     | 12 | 3  | 1  | 8  | 22 | 40 | 7   | -18 |                                    |
| 7   | RKVV Wilhelmina | 12 | 2  | 0  | 10 | 13 | 50 | 4   | -37 |                                    |

PJ = Partits jugats; PG = Partits guanyats; PE = Partits empatats; PP = Partits perduts; GF = Gols a favor; GC = Gols en contra; Pts = Punts; DG = Diferència de gols

### Eerste Klasse Oest
| Pos | Equip                    | PJ | PG | PE | PP | GF | GC | Pts | DG  | Notes                              |
| --- | ------------------------ | -- | -- | -- | -- | -- | -- | --- | --- | ---------------------------------- |
| 1   | HVV Den Haag             | 18 | 14 | 3  | 1  | 72 | 19 | 31  | +53 | Classificat al play-off pel títol. |
| 2   | Koninklijke HFC          | 18 | 14 | 2  | 2  | 71 | 34 | 30  | +37 |                                    |
| 3   | USV Hercules             | 18 | 7  | 6  | 5  | 46 | 33 | 20  | +13 |                                    |
| 4   | HBS Craeyenhout          | 18 | 8  | 2  | 8  | 51 | 55 | 18  | -4  |                                    |
| 5   | HC & CV Quick            | 18 | 7  | 3  | 8  | 43 | 32 | 17  | +11 |                                    |
| 6   | HFC Haarlem              | 18 | 7  | 2  | 9  | 30 | 40 | 16  | -10 |                                    |
| 7   | Ajax Sportman Combinatie | 18 | 6  | 2  | 10 | 36 | 68 | 14  | -32 |                                    |
| 8   | Sparta Rotterdam         | 18 | 4  | 5  | 9  | 27 | 49 | 13  | -22 |                                    |
| 9   | CVV Velocitas            | 18 | 4  | 3  | 11 | 33 | 58 | 11  | -25 |                                    |
| 10  | DFC                      | 18 | 4  | 2  | 12 | 37 | 58 | 10  | -21 |                                    |

PJ = Partits jugats; PG = Partits guanyats; PE = Partits empatats; PP = Partits perduts; GF = Gols a favor; GC = Gols en contra; Pts = Punts; DG = Diferència de gols

### Play-off pel campionat
| Equip 1     | Global | Equip 2      | Anada | Tornada |
| ----------- | ------ | ------------ | ----- | ------- |
| EFC PW 1885 | 4–9    | HVV Den Haag | 3–5   | 1–4     |

L'HVV Den Haag va guanyar el campionat.